# Kodar

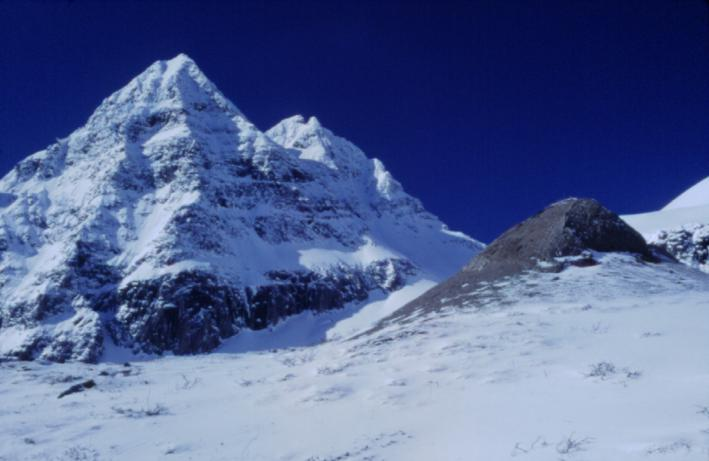
Pik Lawinnyj w górach Kodar

Kodar - pasmo górskie w azjatyckiej części Rosji, w obwodzie irkuckim i czytyjskim.
Jest najwyższym pasmem Gór Stanowych, stanowi przedłużenie Gór Północnomujskich w kierunku wschodnim; długość pasma ok. 200 km; najwyższy szczyt Pik BAM ma wysokość 3072 m n.p.m. Zbudowane z prekambryjskich gnejsów i łupków; porośnięte do wysokości 1700 m n.p.m. tajgą świetlistą, wyżej łąki i tundra górska; w najwyższych partiach lodowce (łączna powierzchnia 18,8 km²).
Występują złoża węgla kamiennego i rud miedzi.
Dużą część pasma zajmują Park Narodowy „Kodar” i Rezerwat Witimski.